# Alexander Skutch
Alexander F. Skutch (Baltimore, 20 de maio de 1904 — 12 de maio de 2004) foi um ornitólogo norte-americano.